# Häxprocessen på Kastelholm

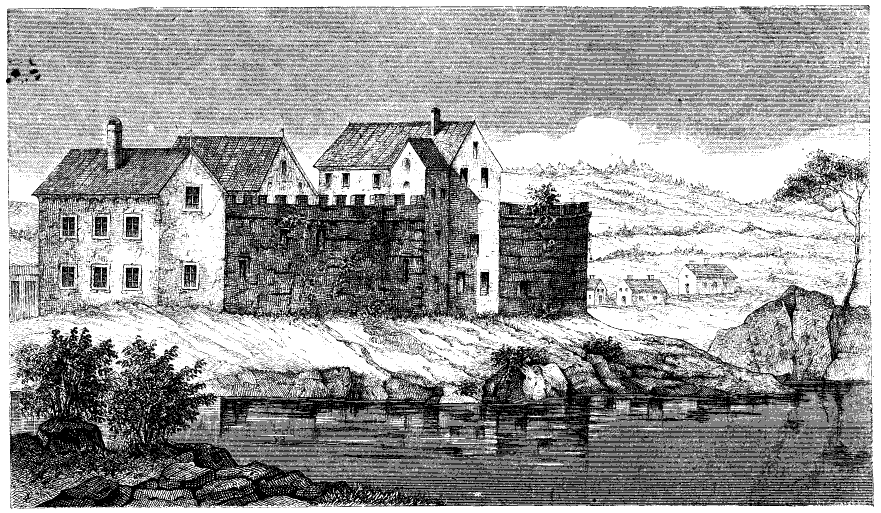
Kastelholm

Häxprocessen på Kastelholm på Åland mellan 1665 och 1668 är den största häxprocessen i Finlands historia. Det var en av de största häxprocesserna i dåvarande Sverige före den stora häxjaktens utbrott 1668–1676, och anses ha utgjort förebild för den senare häxjakten då den satte trolldom i samband med Satansförbund. I Finlands historia är det tillsammans med häxprocesserna i Österbotten unikt och skiljer sig från Finlands övriga häxprocesser, då det var en massprocess mot kvinnor för satanspakt, snarare än ett enskilt mål mot en klok gubbe för trolldom. Processen resulterade i sex personers avrättning. 

## Bakgrund
Häxprocessen på Åland var mer eller mindre ett ideologiskt projekt i gångsatt av häradshövding Nils Psilander. Psilander hade fått sin utbildning som präst vid universitetet i Dorpat i svenska Livland. Dorpat utexaminerade ett mycket stort antal präster, och häxideologin var ett stort ämne vid lärosätet. Häxprocesser var också betydligt vanligare i Baltikum än i Sverige. 
1655 hade Psilander utnämnts till häradshövding på Åland. Han tycks redan tidigt ha haft en önskan att bedriva häxprocesser enligt de riktlinjer som gavs vid Dorpats universitet, där studenterna uppmanats att rensa Östersjöområdet från trolldom.

## Målet 1662
På Åland hölls, som i övriga Sverige (vilket även inkluderade Finland vid denna tid), en del trolldomsmål som inte inkluderade Satan och som vanligen slutade med böter. 1662 stämdes Olof Hansson i Lemland och hans svärmor Kirstin Hansdotter för att ha skadat boskap med trollramsor. Det var ett typiskt trolldomsmål av den gamla sorten som inte blandade in Djävulen och därför brukade sluta med böter. 
Psilander försökte få dem att säga att Djävulen var inblandad och ville utdöma dödsstraff, men de tillbakavisade all involvering av Satan, och nämnden utdömde böter 1664. Psilander lyckades dock lägga till, att de dömts för Pactum Implicitum, det vill säga indirekt/omedveten djävulspakt, vilket var en ny syn på trolldomsmål. För första gången lade man nu samband mellan trolldom och Satan, precis som man gjorde på kontinenten i de länder där häxprocesser var vanliga.

## Processen 1665–1668
År 1665 blev bondhustrun och allmosehjonet Karin Persdotter anmäld för spådom. Hon brukade hitta borttappade föremål åt folk mot betalning och hade troligen anmälts av en missnöjd kund. Inför rätten sade hon att hon som barn ofta varit sjuk och att sjukdomen hade orsakats av Satan. Som kompensation brukade han hjälpa henne att hitta borttappade saker åt folk. Hon kom från en släkt med många synska personer och hade redan som barn varit speciell. 
Så fort Satan nämndes i sammanhang med magi hade detta förvandlats från ett trolldomsmål till en häxprocess, och Psilander började genast hålla ett förhör enligt riktlinjerna från Dorpat. Han frågade om hon varit till Blåkulla eftersom hon kände Satan, och då hon medgav det gick han vidare och tvingade henne att säga att Satan gett henne sitt märke genom att bita henne i bröstet och suga blod från såret. Då hon upptäckte att dessa erkännanden förvärrade hennes fall försökte hon ta tillbaka allt, men hon dömdes till döden enligt Andra Mosebok 22:18 i bibeln "Du skall icke låta en trollkona leva". Hon fördes sedan till Kastelholm för att namnge de andra personer hon hade sett i Blåkulla. Slutligen namngav hon tretton personer.
En kedjeprocess kom nu igång på Åland som varade i tre år. Personer som arresterades för att ha ingått pakt med Satan och varit i Blåkulla, tvingades ange andra de sett på Blåkulla, som i sin tur arresterades. De fördes till Kastelholm, där de förhördes av Psilander och häxspecialisten pastor Bryniel Kjellenius, pastorn i Sund, som beskrevs som "en utmärkt hanterare av trollkonor" av Psilander. De fick genomgå en kroppsundersökning, och då man hittat något märke på deras kropp som kunde anses vara djävulsmärket torterades de tills de bekände och angav andra. 
Maria Nilsdotter, Lisbeta Per Skarps hustru, Änkan Ebba, Margeta Mårtensdotter var bland de åtalade, och Mårtensdotter blev den sista att fällas. I mars 1668 hade sex personer på Åland blivit avrättade för trolldom.

## Upplösning
Snart blev dock övriga myndigheter, särskilt nämnden, kritiska mot Psilanders verksamhet. Kjellenius ville få tag på en häxsalva och hotade den anklagade Lisbeta med att han skulle bränna ned hennes hus om hon inte gav honom en sådan. Medfången Ebba fick då skokräm av en vakt, som Lisbeta gav till Kjellenius som "häxsalva". Nämnden påpekade att detta var ett exempel på en falsk bekännelse och att de erkännanden man fått genom tortyr kanske också var falska.
Psilander importerade då ett verk ur kurslittersturen inom häxideologin på Dorpat, Prozese wider die hexen av häxideologen Michael Freude, och använde dess föreskrifter på Margret Mårtensdotter, som angetts av Persdotter. Nämnden vägrade dock att ge tortyrtillstånd för Margret trots att Psilander hittade djävulsmärke och utförde nålprovet och begärde ett utlåtande från högre kyrkliga myndigheter. Kyrkans svar var oklart. Ingeborg Olsdotter utsattes för nålprovet, dömdes för missbruk av Guds namn i sin spådomskonst och avrättades. Margret Mårtensdotter dömdes för den förgörning hon bekänt.
"Margeta Lars Hanssons hustru" angavs av Persdotter 1670, utsattes för nålprovet och överförde utredningen till kyrkan, där prästen inte bedömde henne som häxa. Nämnden valde då att sätta punkt för häxprocessen genom att "ställa denna mörka sak under Guds dom", vilket innebar frigivning. Hovrätten krävde en ny undersökning men förbjöd tortyr, och nämnden vägrade att utföra en häxprocess utan denna metod. Psilander uttryckte missnöje och påpekade att Satan kunde förvilla domare genom att sätta djävulsmärken på dem. Därmed upphörde häxprocessen. 
Ett sista åtal kom 1678, då "Margeta Göran Michelssons hustru" ställdes inför rätta anklagad av sin systerdotter för att ha kastat sjukdom över dennas kor, och många vittnen stödde anklagelsen, som hade stöd av ett utpekande av Persdotter redan 1670. Hovrätten dömde henne dock bara till förvisning.

## Inom kulturen
Häxprocessen är föremål för en film, Djävulens jungfru av Saara Cantell från 2016, och Märket (2019, roman) av Carina Karlsson (poet).